# Єгоров Валентин Олександрович
Валентин Олександрович Єгоров (23 лютого 1953) — український науковець, економіст, дипломат.

## Біографія
Народився 23 лютого 1953 року. У 1976 році закінчив Київський державний університет ім.Т.Шевченка, економічний факультет. У 1979 закінчив аспірантуру Київського державного університету ім.Т.Шевченка. Кандидат економічних наук (1980), доцент. 
У 1979 — 1993 рр. — асистент, а згодом – доцент кафедри економічної теорії Київського національного університету імені Тараса Шевченка.
У 1985 — 1987 рр. — за направленням Мінвузу СРСР викладав в Алємайському сільськогосподарському університеті в Ефіопії.
У 1993 — 1996 рр. —  докторант економічного факультету Київського державного університету ім.Т.Шевченка
У 1996 — 1999 рр. — радник з економічних питань Посольства України в Республіці Індонезія, Джакарта
З 10.1996 по 04.1997 рр. — Тимчасовий повірений у справах України в Індонезії.
У 1999 — 2005 рр. — керівні посади в українських комерційних структурах, Київ.
У 2005 — 2007 рр. — декан Київської бізнес школи.
З лютого 2007р. — доцент кафедри економічної теорії Київського національного університету імені Тараса Шевченка. Викладає курси 
"Макроекономіка", "Основи економічної теорії", "Теорія економічного розвитку", "Актуальні проблеми економічної теорії", "Стратегія економічного зростання".

## Наукове стажування
- Китайський народний університет, Пекін (1989-1990).
- Український інститут менеджменту, Торонто, Канада (1991).
- Лондонський університет, Інститут східних та африканських досліджень (наукова робота за темою докторської дисертації) (1993-1994).

## Автор праць
Автор понад 50 праць, співавтор і автор навчально-методичних посібників.
1. Основи економічної теорії: політекономічний аспект. Підручник / За ред. Г.Н.Климка, В.П.Нестеренка. – К.: Вища школа, 1994 (розділ 10 «Суспільний поділ праці – джерело соціально-економічного прогресу»;  розділ 21 «Співвідношення попиту та пропозиції. Ціноутворення»).
2. Ukraine: formation of a macroeconomic policy in a hyperinflationary environment. (Україна: формування макроекономічної політики в гіперінфляційному середовищі) // The Ukrainian Review. A quarterly journal. London. – Spring 1994. – Vol. XLI. – #1.
3. Contradictions in commercial banks activity in the context of stabilizing monetary policy: the case of Ukraine // Competitive Banking in Central and Eastern  Europe. Jagiellonian University. Krakow, 1995.
4. Чинники зовнішньоекономічної стратегії України в суперечливому контексті глобалізації та внутрішньогосподарського реформування // Україна у світовому економічному просторі. – К., Таксон, 2000.
5. Ресурси фінансової системи і стратегія економічного зростання. – Фінанси України, №9, 2007.
6. Економічна теорія. Політекономія: Практикум: Навчальний посібник. За ред. В.Д. Базилевича. – К.: Знання, 2010 р. – 494 с.